# گیر افتادن در وسط
گیر افتادن در وسط (انگلیسی: Stuck in the Middle) یک مجموعه تلویزیونی آمریکایی توسعه داده شده توسط آلیسون براون و Linda Videtti Figueiredo و ساخته شده توسط آلیسون براون است و از ۱۴ فوریه ۲۰۱۶ در دیزنی چنل پخش شد. این مجموعه بر جنا اورتگا در نقش هارلی دیاز تمرکز دارد که ابزارهای زیادی برای زندگی در خانواده بزرگ اختراع می‌کند. علاوه بر قسمت‌های ثابت این مجموعه، شش قسمت کوتاه در ۱۶ دسامبر ۲۰۱۶ پخش شد. پس از سه فصل و ۵۷ قسمت، این مجموعه با قسمت «Stuck in Harley's Quinceañera» در ۲۳ ژوئیه ۲۰۱۸ به پایان رسید.

## تولید
تولید این مجموعه در نوامبر ۲۰۱۵ آغاز شد. دیزنی چنل گیر افتادن در وسط را در ۱۵ ژوئن ۲۰۱۶ برای فصل دوم تمدید کرد. این مجموعه در ۳۱ اوت ۲۰۱۷ برای فصل سوم توسط دیزنی چنل تمدید شد. در ۳۰ مارس ۲۰۱۸، دیزنی چنل اعلام کرد که این مجموعه پس از سه فصل به پایان می‌رسد.